# Guidoccio Cozzarelli

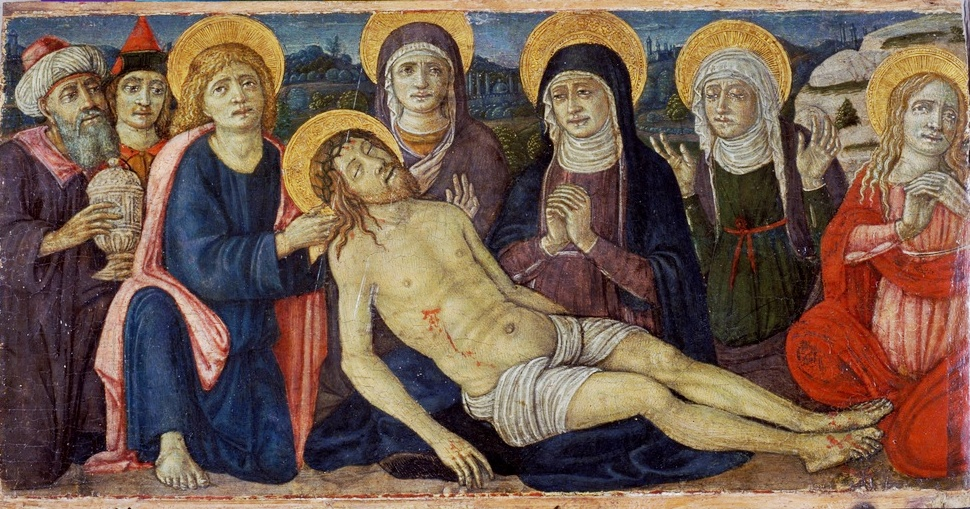
Deposizione di Cristo, Lindenau-Museum, Altenburg.

Guidoccio Cozzarelli (Siena, 1450 – Siena, 1517) è stato un pittore e miniatore italiano.

## Biografia

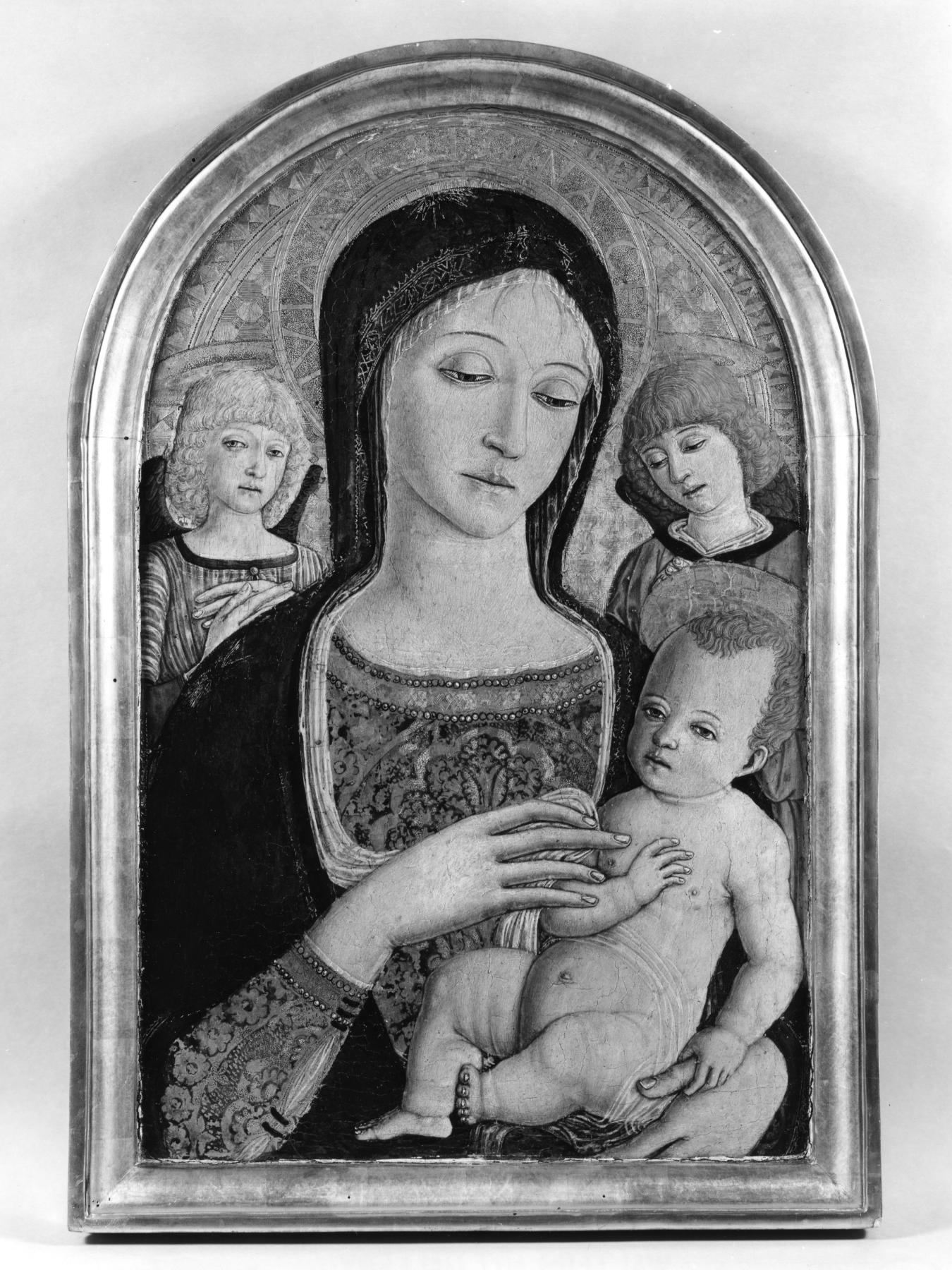
Madonna col Bambino e due angeli, 1495 circa, Walters Art Museum, Baltimora

Figlio di Giovanni di Marco di Nanni di Cozzarello, maestro di legname, Guidoccio Cozzarelli nacque a Siena nel 1450. 
La sua fu una famiglia di artisti, tra i quali i suoi cugini Giacomo, scultore, e Battista, orafo.
Guidoccio Cozzarelli si sposò nel 1480 una prima volta, e rimasto vedovo, si risposò il 16 settembre 1504; ebbe sette figli.
Guidoccio Cozzarelli fu allievo e collaboratore di Matteo di Giovanni, con il quale talvolta è possibile confonderlo.
Rispetto al maestro apparve, nelle sue numerose opere, meno fine e meno aperto agli innesti artistici esterni, ma più abile nel chiaroscuro e nel cromatismo.
Le opere d'esordio di Cozzarelli sono andate perdute, tra le quali menzioniamo la Vergine nell'ospedale di San Bernardino, una Pietà a fresco all'ingresso della Compagnia di San Bernardino.
Cozzarelli divenne più apprezzato come miniatore che come pittore: si annoverano la pergamena custodita nell'Archivio di stato a Siena e le miniature conservate nel duomo di Siena, risalenti agli anni ottanta del Quattrocento. Questo è ritenuto il suo periodo più fertile, nel quale Cozzarelli produsse il Battesimo di Cristo e una Madonna e Santi (1486) all'interno della chiesa di S. Bernardino a Sinalunga. Appena precedente si ricorda una Madonna in trono con San Girolamo e il Beato Colombini (1482), e assieme al pittore Bastiano di Francesco, la decorazione della cupola del duomo (1481).
Negli anni successivi lavorò per il duomo di Pitigliano, realizzando un'ancona nel 1494; per la pieve di Ancaiano (1491), eseguendo una pala nel 1491; per la parrocchiale di San Michele Arcangelo a Paganico comprendente una Madonna in trono col Bambino e Santi. Realizzò il San Sebastiano nella Pinacoteca di Siena (1495); l'affresco monocromo con la Beata Aldobrandesca Ponsia (Pinacoteca di Siena), la Madonna col Bambino e due angeli (Pinacoteca di Siena).
Nella Pinacoteca senese sono esposte varie opere del pittore, tra le quali il San Antonio, la Santa Caterina circondata da Medici e Farmacisti.
Si distinse anche come pittore di cassoni e di tavolette di Gabella, tra le quali la Presentazione di Maria al tempio (1484);  La Vergine guida la barca del governo (1487); Il camerlingo e i quattro esecutori implorano la Vergine (1489).

Adorazione dei Magi, Nationalmuseum, Stoccolma
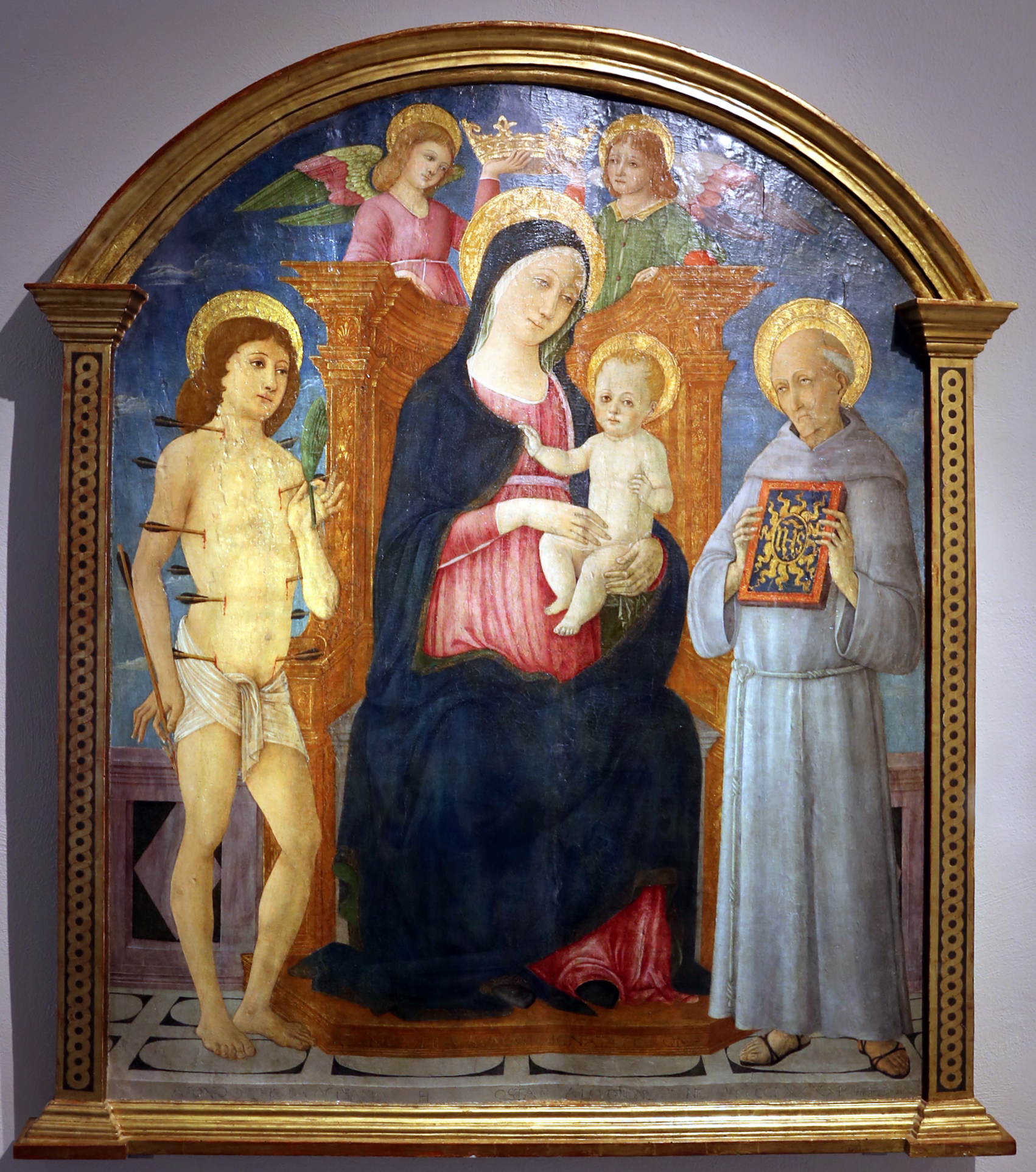
Madonna col Bambino tra i santi Sebastiano e Bernardino, Museo San Pietro, Colle di Val d'Elsa
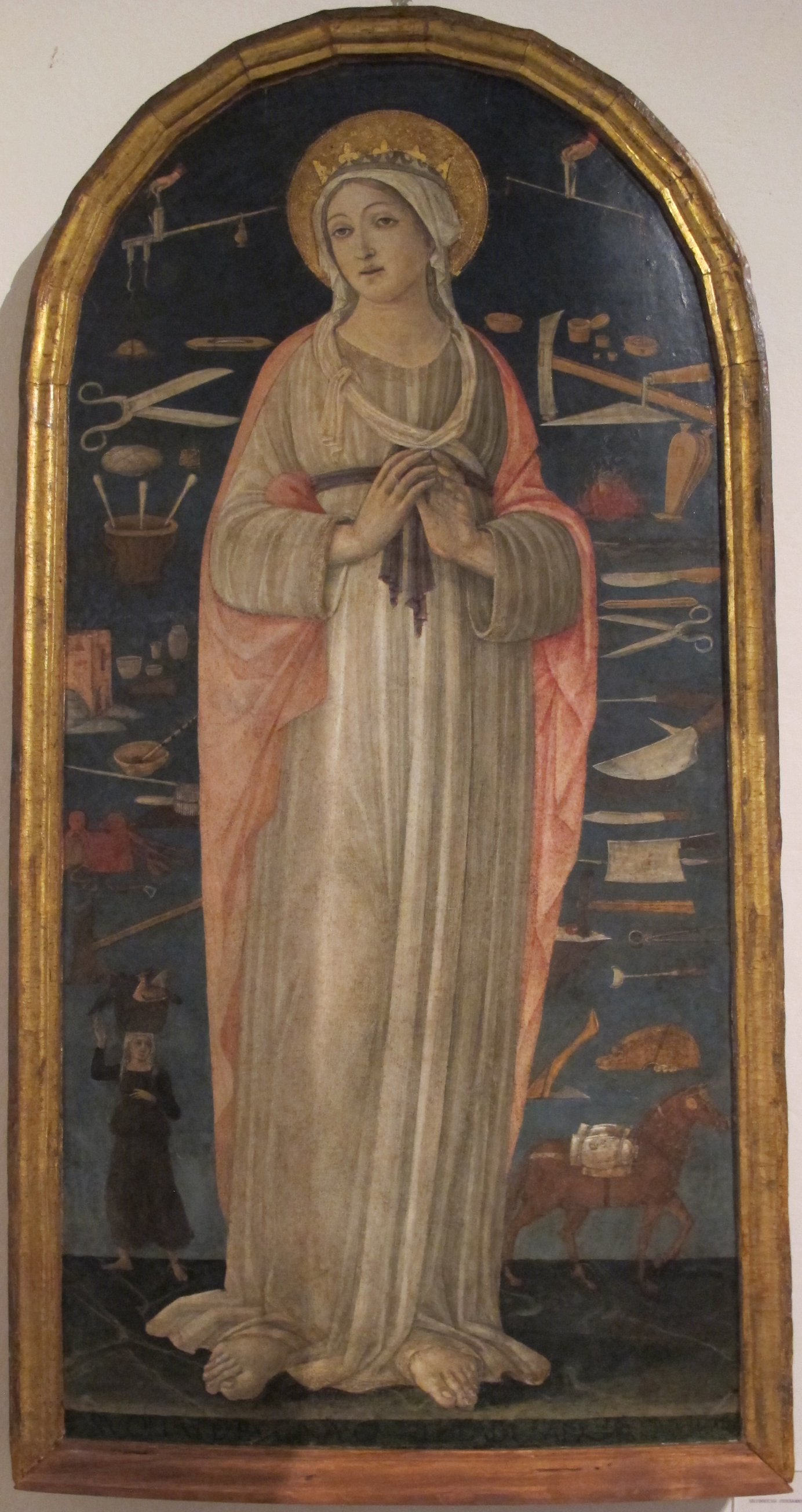
Santa Caterina d'Alessandria, Pinacoteca Nazionale, Siena
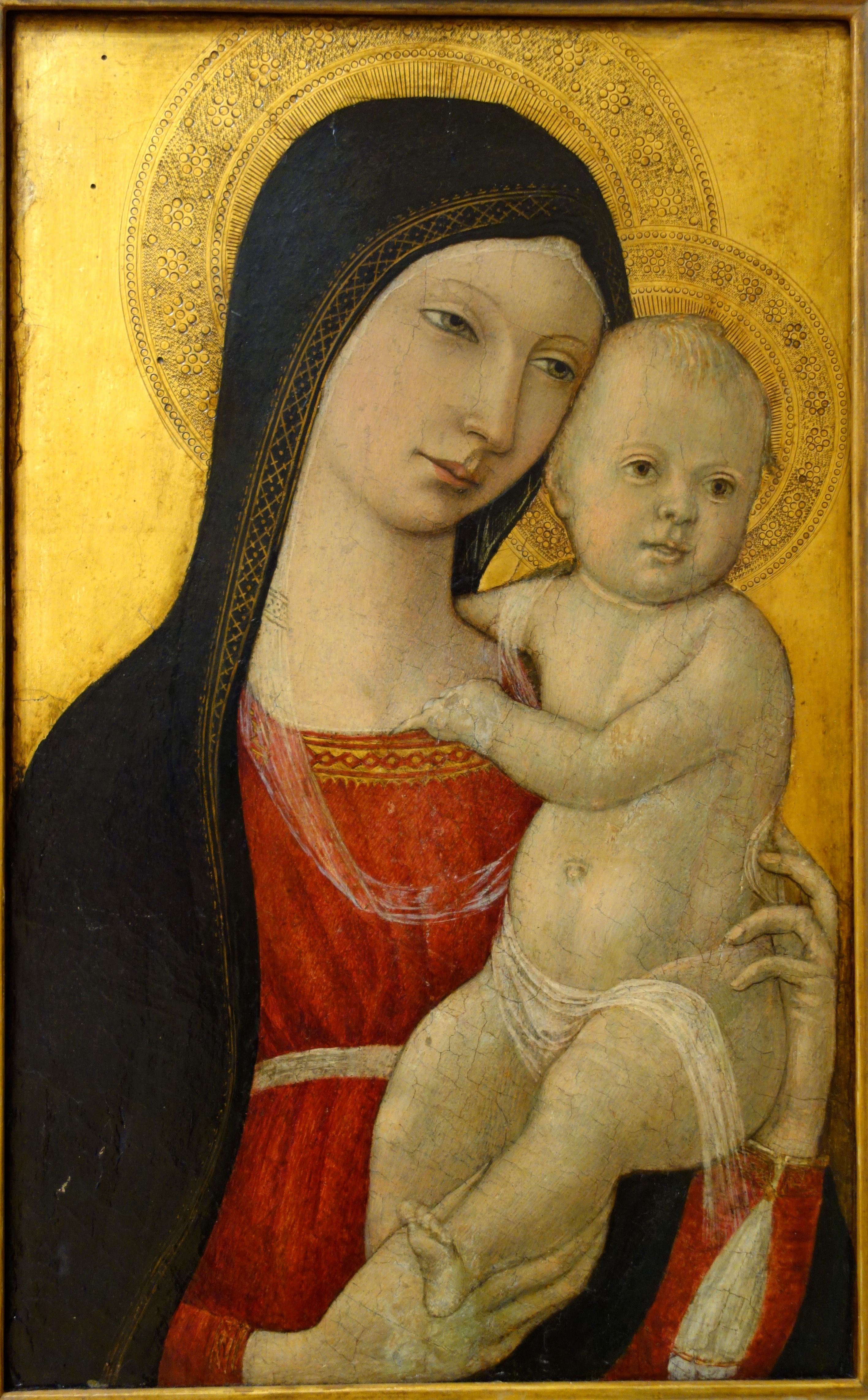
Madonna col Bambino, Chazen Museum of Art, Madison

## Opere principali
- Acquapendente, Collezione Falzacappa-Benci: Episodio della vita di una santa (parte di una pittura su legno);[4]
- Altenburg, Lindenau-Museum:
  - Deposizione di Cristo (ca. 1500);[5]
  - Sant’Agostino (pittura ad olio su legno);[6]
  - San Vincenzo Ferrer (pittura ad olio su legno);[7]
- Amherst (Massachusetts), Mead Art Museum, Amherst College: Madonna con Bambino e angeli (1485 circa);[4]
- Assisi, Basilica di San Francesco, Museo del Tesoro: Natività di Gesù con San Domenico e Santa Caterina da Siena (pannello, 1480–1485 circa);[4]
- Atlanta, High Museum of Art: Madonna con Bambino e angeli (pannello, 1485 circa);[4]
- Avignone, Musée du Petit Palais: Santa Caterina da Siena riceve le stimmate (pannello);[4]
- Baltimora, Walters Art Museum, (pannello):[4]
  - Corteo equestre;
  - Madonna con Bambino e due angeli;
- Buonconvento, Museo di arte sacra della Val d’Arbia: Madonna col Bambino e due angeli (la Sala III, la pittura su legno, proviene dalla chiesa di "Pieve di San Giovanni Battista a Corsano", frazione di Monteroni d'Arbia);
- Civitella Paganico, Paganico, Chiesa di San Michele Arcangelo: Madonna con Bambino in trono tra San Giovanni Battista, Sant’Antonio Abate, San Guglielmo d’Aquitania, San Michele Arcangelo e angeli (pannello, 1475 circa);[4]
- Coral Gables, Università di Miami, Lowe Art Museum: Annunciazione e Viaggio a Betlemme (legno dipinto);[8][9]
- Firenze, Galleria degli Uffizi: Sant’Antonio da Padova ed episodi della sua vita (pannello);[4]
- Milano, Pinacoteca di Brera: Madonna con Bambino e angeli (pannello);[4]
- Montalcino, Museo Civico e Diocesano d’Arte Sacra: Madonna con Bambino e angeli (pannello, proviene dalla  Pieve di Santa Maria a Salti, zona di San Giovanni d’Asso);[10]
- Monte San Savino, Chiesa di Santa Chiara, (pannello):[4]
  - Sant’Apollonia e San Sigismondo;
  - San Giacomo e San Donnino;
- New York, Metropolitan Museum of Art: Clelia davanti a Porsenna, Fuga di Clelia dal campo di Porsenna;[4]
- Pienza, Museo diocesano d’arte sacra, Sala 6: Madonna col Bambino (originato intorno al 1490, proviene dalla Chiesa di San Leonardo in Montefollonico);[11]
- Pitigliano, Museo di Palazzo Orsini: Madonna in trono con il bambino incoronata da due angeli tra i santi Pietro e Francesco (1494 originato, viene dalla cattedrale dei Santi Pietro e Paolo (Sovana);[12]
- Roma, Pinacoteca vaticana: Episodio della vita di santa Barbara (parte di a Predella);[4]
- Siena, Arciconfraternita della Misericordia (ex oratorios combinati Sant'Antonio Abate e Santa Maria della Stella,[13],  Cataletto, con quattro figure: [13]
  - Sant’Antonio Abate;
  - Cristo in Pietà;
  - San Martino;
- Siena, Certosa di Maggiano: Crocifisso (Croce di legno datata 1488, attribuzione non sicura);[13]
- Siena, Chiesa di San Sebastiano in Vallepiatta: Madonna con Bambino, Santa Margherita d’Antiochia e San Sebastiano (tablature);[4][14]
- Siena, Convento del Santuccio, Museo della Società di Esecutori di Pie Disposizioni, Cataletto, con quattro figure:[13]
  - Madonna della Misericordia;
  - Crocifisso e confratelli;
  - Croce e confratelli;
- Siena, Duomo di Siena:
  - Sibilla libica (Graffiti del suolo nella navata, creati intorno al 1481/83);
  - Sei statue di colonne per la cupola[13];
- Siena, Museo delle Biccherne, Staatsarchiv Siena im Palazzo Piccolomini: Presentazione di Maria al tempio (1484);[13][14]
- Siena, Palazzo Pubblico, Sala dei Cardinali (anche Anticamera del Concistoro): Madonna, il Bambino e due angeli (1484);[13]
- Siena, Pinacoteca Nazionale, (Sala 15):[13]
  - Santa Caterina da Siena e Gesù;
  - Madonna col Bambino, Angeli e Santi;
  - San Sebastiano;
  - Santa Caterina d’Alessandria;
- Santa Maria della Scala, Compagnia di Santa Maria sotto le Volte: quattro statue;[15]
- Sinalunga, Convento dell’Osservanza (anche Chiesa di San Bernardino, Convento di San Bernardino o Madonna del Rifugio), Cappella Orlandini:[16]
  - Battesimo di Cristo (pannello, 1483);
  - Madonna con Bambino in trono tra San Simone e San Taddeo (pannello, 1486);[4]
- Sovicille, Rosia, Pieve di San Giovanni Battista: Madonna in trono col Bambino e i Santi Sebastiano e Antonio Abate (pannello, 1490);[17]